# Drupal
A Drupal PHP-ben írt, nyílt forráskódú tartalomkezelő rendszer és fejlesztői keretrendszer, melyet Dries Buytaert fejlesztett ki. Manapság számos nagy látogatottságú oldalon használják, ilyen például a Spread Firefox, KernelTrap. Különösen népszerű az internetes közösségi oldalak létrehozásánál.

## A Drupal jelentése
A Drupal szó a holland „druppel” szó angol fordítása, ami azt jelenti, hogy csepp. A név a drop.org weboldalról származik, aminek a kódja volt a Drupal alapja. Dries tulajdonképpen „dorp”-nak (falunak) akarta nevezni az oldalt, de elgépelte a szót és végül úgy gondolta, hogy ez jobban hangzik. A projekt 2000-ben kezdődött.

## Tartalomkezelő rendszer
A Drupal alapmagja támogatja modulok illesztését, amelyek további funkciókkal bővíthetik az alaprendszert. A modulok széles választéka közül lehet böngészni: elektronikus kereskedelem, képgaléria, levelező funkciók stb.
A modulos felépítés, a dokumentáció, a tiszta forráskód teszi lehetővé a további funkciók írását PHP ismerettel rendelkezőknek.

### Modulok
A Drupal kategóriakezelő rendszere (taxonomy) rendkívül testre szabható, bármilyen tartalom osztályba sorolható, amit az oldal adminisztrátora hoz létre. Ez egy olyan funkció, amely megkülönbözteti a többi hasonló rendszertől. A beállítás után a taxonomy modul automatikusan osztályozza az új tartalmat. Az árnyoldala ennek az előnynek az, hogy a konfigurálás már összetettebb. Több esetben sok időt vesz igénybe a jól kiépített konfigurálás.
Könnyű integráció valósítható meg a Drupal magja és a modulok között, melyek segítségével új funkciókkal lehet bővíteni az alaprendszert. A Drupal magja védelmet nyújt számos biztonsági problémára, mint például az SQL támadások.

### Témák
A Drupal vizuális megjelenítését a theme-ek (magyarul témák) határozzák meg. A legtöbb Drupal témát a PHPTemplate vagy az XTemplate nevű motor segítségével készítették, manapság a PHPTemplate szinte egyeduralkodó, bár más téma-megoldások is használhatóak (például tisztán PHP alapú témák).

### Példák Drupal rendszerre
Számos különböző helyen használják a Drupalt, mint például vállalatok belső információs hálózatában, internetes oktatásban és egyéb üzleti területen. Néhány konkrét példa:
- Politikai kampányok során használják, például Jack Carter amerikai szenátor kampánya során létrehozott egy Drupal alapú kampányoldalt.
- A CiviCRM a Drupal beépülésével egy megnyerő rendszert hozott létre olyan nonprofit szervezetek számára, mint a Greenpeace.